# Biserica unitariană din Bodogaia
Biserica unitariană din Bodogaia este un monument istoric aflat pe teritoriul satului Bodogaia; comuna Secuieni, județul Harghita.

## Localitatea
Bodogaia (în maghiară Alsóboldogfalva) este un sat în comuna Secuieni din județul Harghita, Transilvania, România. A fost menționat pentru prima oară în anul 1333 ca villa Marie.

## Biserica
În 1333 avea biserică, preotul Pál fiind menționat în lista dijmelor papale. Odată cu răspândirea Reformei, locuitorii au trecut majoritar la unitarianism. Biserica medievală a fost demolată și o nouă biserică a fost construită pe locul ei în 1791. Se păstrează câteva elemente ale bisericii vechi: fereastra arcuită care se deschide deasupra intrării semicirculare a turnului, tocul de piatră al ușii de la intrarea de sud care amintește de ancadramentele goticului târziu, două chei de boltă păstrate sub amvon: una dintre ele era cheia de boltă a sanctuarului. Tavanul este din 1796, iar turnul a fost finalizat în 1801.
Reformații și-au construit propria biserică în secolul al XVIII-lea, demolată în 1910, actuala biserică datând din 1923.

## Vezi și
- Bodogaia, Harghita

## Imagini

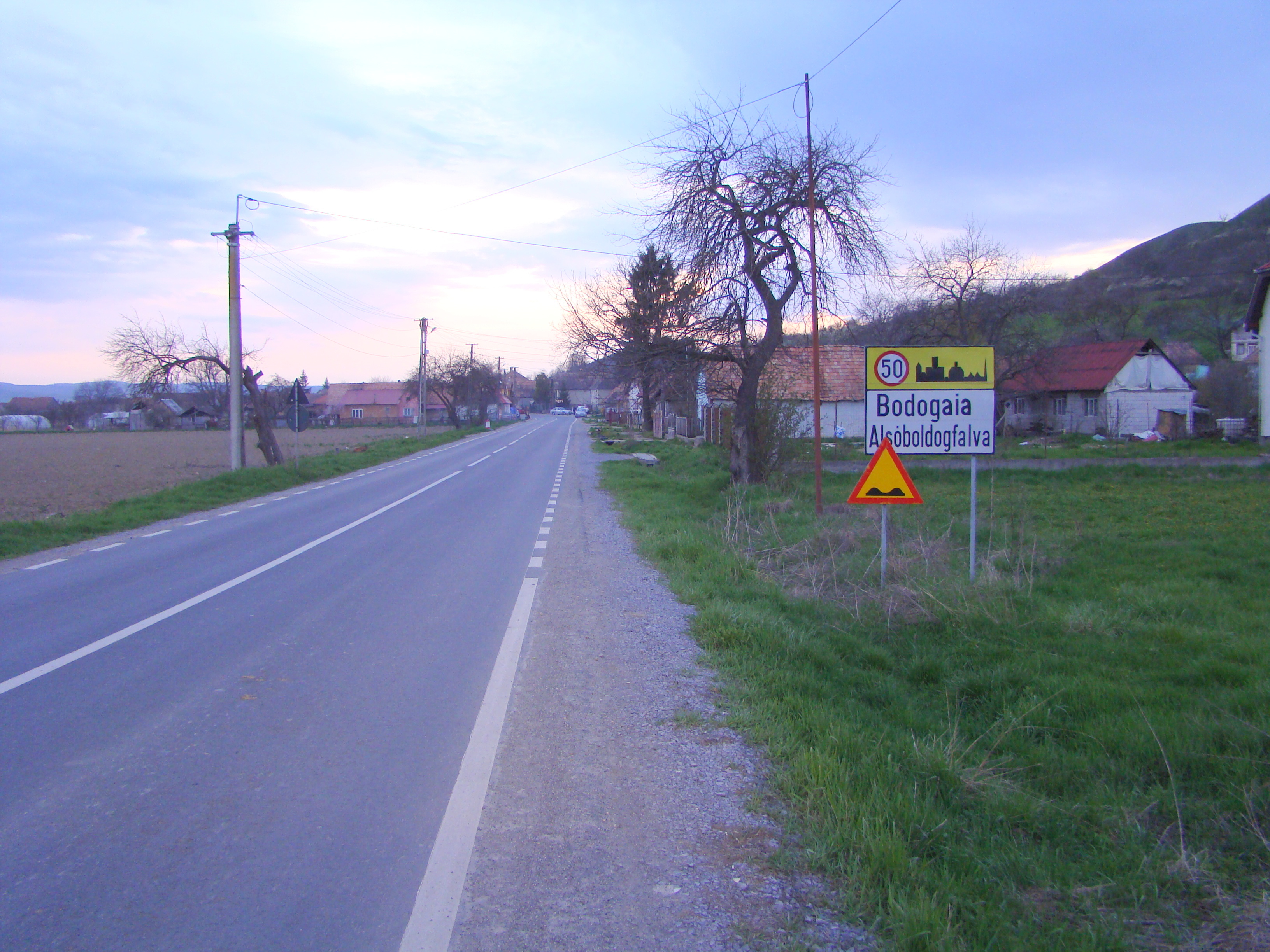
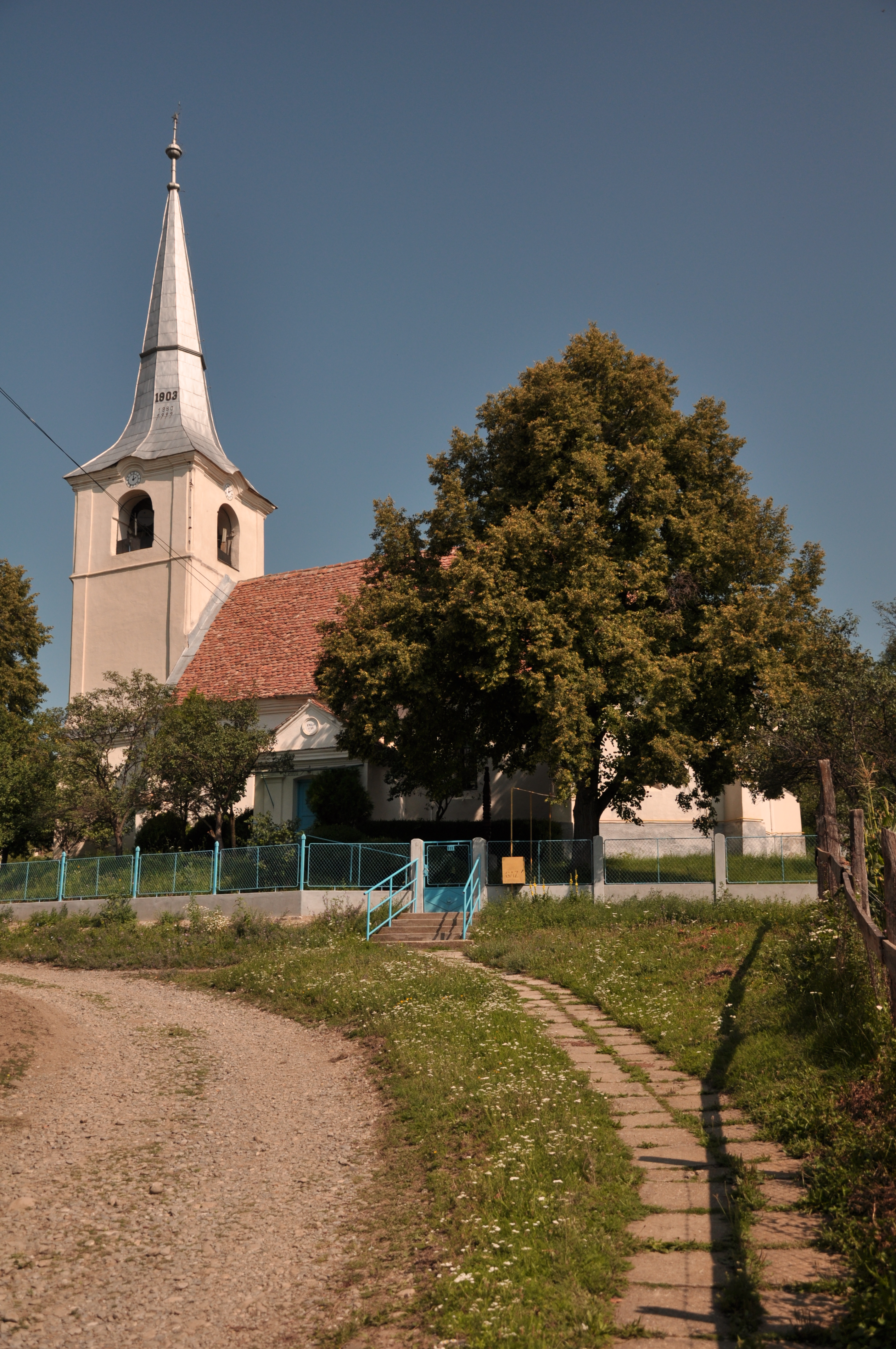
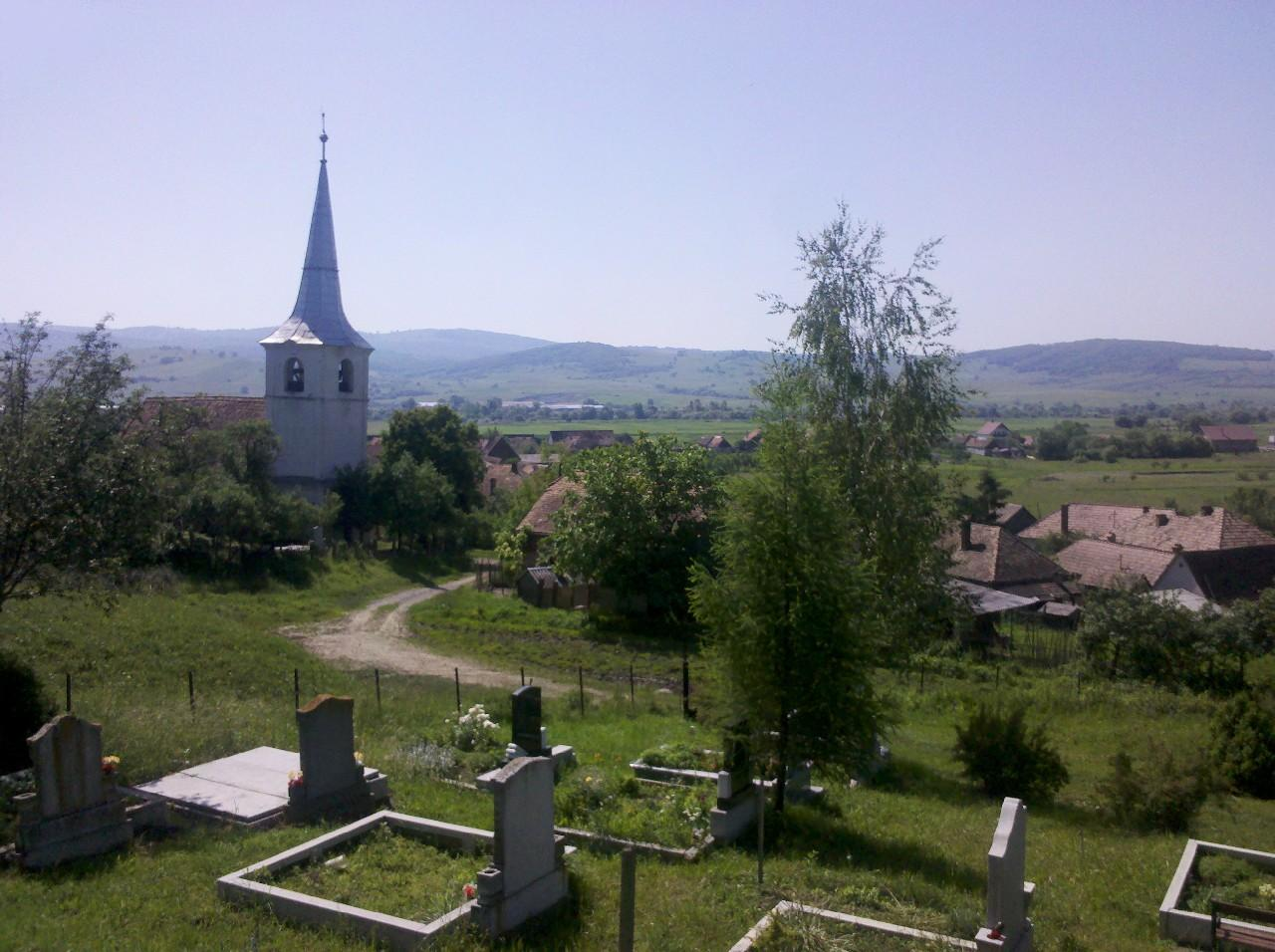
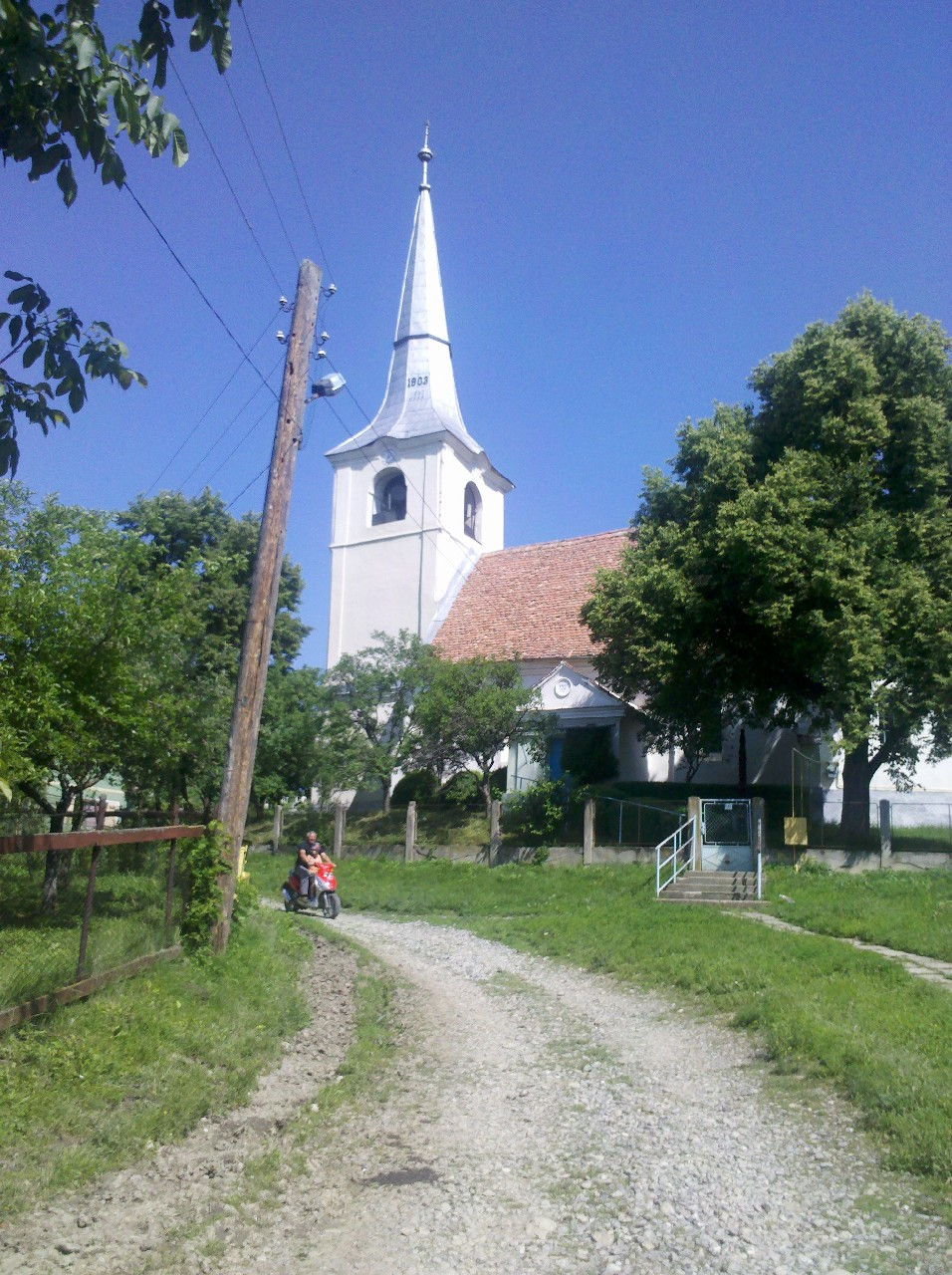
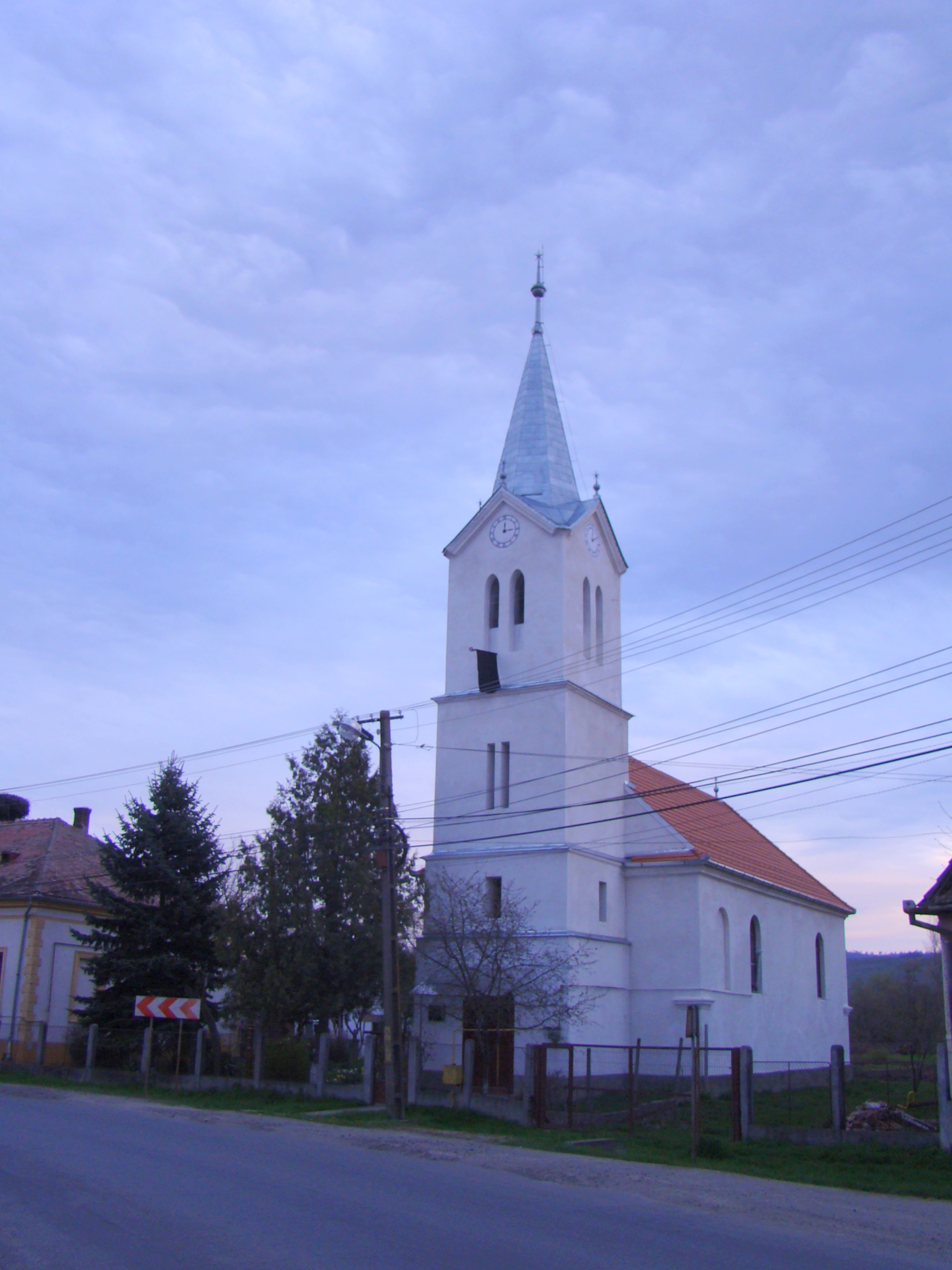
Biserica reformată